# VL Myrsky

VL Myrsky foi um caça monoplano e monomotor de origem finlandesa que foi operado nos estágios finais da Guerra de Continuação. Foi desenvolvido e produzido pela Valtion lentokonetehdas, a fábrica estatal de aeronaves. Apesar de ser um aparelho com características gerais equivalentes aos principais modelos soviéticos, a impossibilidade de importar materiais superiores para sua fabricação comprometeu sua durabilidade e foi sua principal desvantagem, sobretudo no severo clima finlandês, onde a cola usada para colar as partes de madeira, que era sua principal matéria-prima, era frágil a umidade, chuva e geada. Como resultado dessa fragilidade dos materiais disponíveis, dos 51 aparelhos fabricados, 10 foram perdidos entre 1943 e 1947, com 4 pilotos mortos em decorrência destes acidentes.